# Macédoniens de Croatie
La minorité macédonienne de Croatie désigne la minorité ethnique macédonienne vivant en Croatie.